# Jakob Žmavc
Jakob Žmavc, slovenski gimnazijski profesor in konservator, * 30. junij 1867, Rožički Vrh, † 10. februar 1950, Sevnica.

## Življenje in delo
Ljudsko šolo je obiskoval v Vidmu ob Ščavnici (sedaj Sveti Jurij ob Ščavnici) in Gornji Radgoni, gimnazijo na Ptuju (1879-1880) in v Mariboru (1880-1887). Leta 1888 je začel študirati zgodovino in zemljepis na univerzi v Gradcu, nadaljeval do 1890 v Pragi in končal 1892 na Dunaju, kjer je študiral tudi slavistiko. Jeseni 1894 je doktoriral z disertacijo Das Ständewesen Kärntens im MA mit einer Uebersicht der territorialen Entwicklung Kärntens u. jener Krains in derselben Zeit; državni strokovni izpit pa je opravil 1897. Leta 1895 se je zaposlil kot profesor na II. državni gimnaziji v Ljubljani, od 1896 v Kranju, od 1905 na I. gimnaziji v Ljubljani in od 1921 v Mariboru. Leta 1925 se je upokojil.
Kot predsednik ljubljanske sekcije Profesorskega društva (1907-1919) se je zavzemal za poučevanje v slovenskem jeziku. V letih 1907−1916 je organiziral pisanje slovenskih šolskih knjig za višje gimnazije. Pri Slovenski matici je bil med drugim načelnik zemljepisnega odseka. Zaslužen je za pripravo Zemljevida slovenskega ozemlja. (1921) Kot dopisni član in konservator Centralne komisije za varstvo spomenikov na Dunaju (1902-1917) je obiskal številna slovenska arheološka najdišča, topografske zapiske o tem hrani Narodni muzej Slovenije v Ljubljani. Leta 1903 in 1904 je vodil arheološko izkopavanje grobišča iz obdobja preseljevanja ljudstev v Kranju.